# Olympische Sommerspiele 1996/Leichtathletik – 4 × 100 m (Männer)

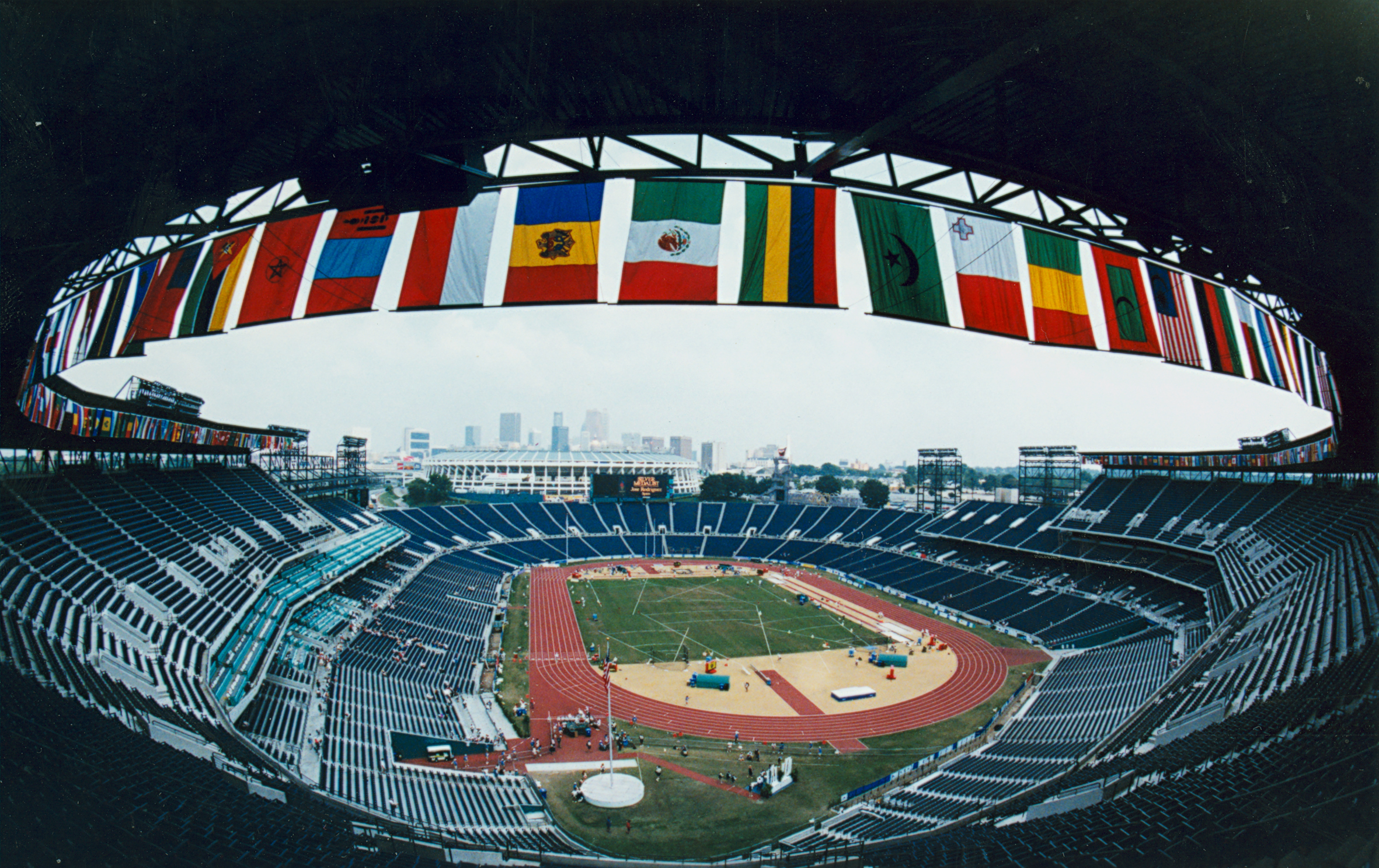
Das Centennial Olympic Stadium von Atlanta im Jahr 1996

Die 4-mal-100-Meter-Staffel der Männer bei den Olympischen Spielen 1996 in Atlanta wurde am 2. und 3. August 1996 im Centennial Olympic Stadium ausgetragen. 154 Athleten nahmen in 36 Staffeln teil.
Olympiasieger wurde die Staffel Kanadas mit Robert Esmie (Finale), Glenroy Gilbert, Bruny Surin und Donovan Bailey. Im Vorlauf sowie Halbfinale hatten sie außerdem Carlton Chambers eingesetzt.
Die Silbermedaille ging an die USA in der Besetzung Jon Drummond, Tim Harden, Michael Marsh (Finale) und Dennis Mitchell. Im Vorlauf sowie Halbfinale war außerdem Tim Montgomery mit dabei.
Bronze gewann Brasilien (Arnaldo da Silva, Robson da Silva, Édson Ribeiro, André da Silva).

Auch die in den Vorläufen für die Medaillengewinner eingesetzten Läufer erhielten entsprechendes Edelmetall.
Die deutsche Staffel qualifizierte sich für das Halbfinale, konnte ihren Lauf dort jedoch nicht beenden.

Die Mannschaft Österreichs scheiterte in der Vorrunde.

Teams aus der Schweiz und Liechtenstein nahmen nicht teil.

## Aktuelle Titelträger
| Olympiasieger 1992                      | USA                 | 37,40 s | Barcelona 1992       |
| Weltmeister 1995                        | Kanada              | 38,31 s | Göteborg 1995        |
| Europameister 1994                      | Frankreich          | 38,57 s | Helsinki 1994        |
| Panamerikanischer Meister 1995          | Kuba                | 38,67 s | Mar del Plata 1995   |
| Zentralamerika und Karibik-Meister 1995 | Kuba                | 39,07 s | Guatemala-Stadt 1995 |
| Südamerika-Meister 1995                 | Brasilien           | 39,42 s | Manaus 1995          |
| Asienmeister 1995                       | Volksrepublik China | 39,49 s | Jakarta 1995         |
| Afrikameister 1996                      | Nigeria             | 39,7 s  | Yaoundé 1996         |
| Ozeanienmeister 1994                    | Neuseeland          | 41,57 s | Auckland 1994        |

## Bestehende Rekorde
| Weltrekord         | 37,40 s | USA (Michael Marsh, Leroy Burrell, Dennis Mitchell, Carl Lewis) | Finale OS Barcelona, Spanien | 8. August 1992 |
| Olympischer Rekord | 37,40 s | USA (Michael Marsh, Leroy Burrell, Dennis Mitchell, Carl Lewis) | Finale OS Barcelona, Spanien | 8. August 1992 |

Der bestehende olympische Rekord, gleichzeitig Weltrekord, wurde bei diesen Spielen nicht erreicht. Im schnellsten Rennen, dem Finale, verfehlte das Team des Olympiasiegers Kanada mit 37,69 s den Rekord um 29 Hundertstelsekunden.
Anmerkung:
Alle Zeiten sind in Ortszeit Atlanta (UTC−5) angegeben.

## Vorrunde
2. August 1996
Die Staffeln wurden in fünf Läufe gelost. Für das Halbfinale qualifizierten sich pro Lauf die ersten zwei Teams. Darüber hinaus kamen die sechs Zeitschnellsten, die sogenannten Lucky Loser, weiter. Die direkt qualifizierten Mannschaften sind hellblau, die Lucky Loser hellgrün unterlegt.

### Vorlauf 1
9:15 Uhr
| Platz | Staffel                        | Besetzung                                                                                     | Zeit (s) |
| ----- | ------------------------------ | --------------------------------------------------------------------------------------------- | -------- |
| 1     | Ukraine                        | Kostjantyn Rurak Sergey Osovic Oleg Kramarenko Wladyslaw Dolohodin                            | 38,90    |
| 2     | Brasilien                      | Arnaldo da Silva Robson da Silva Édson Ribeiro André da Silva                                 | 38,97    |
| 3     | Ghana                          | Aziz Zakari Christian Nsiah (Vorlauf) Albert Agyemang Emmanuel Tuffour                        | 39,47    |
| 3     | Nigeria                        | Deji Aliu Osmond Ezinwa Francis Obikwelu Davidson Ezinwa                                      | 39,47    |
| 5     | Kamerun                        | Alfred Moussambani Benjamin Sirimou Issa-Aimé Nthépé Claude Toukéné-Guébogo                   | 39,81    |
| 6     | St. Vincent und die Grenadinen | Erasto Sampson Joell Mascoll Eswort Coombs Kahlil Cato                                        | 40,54    |
| 7     | Mauritius                      | Arnaud Casquette Dominique Meyepa Bruno Potanah Barnabé Jolicoeur                             | 40,92    |
| 8     | Laos                           | Poutavanh Phengthalangsy Thongdy Amnouayphone Sisomphone Vongpharkdy Souliyasak Ketkeolatsami | 44,14    |

### Vorlauf 2
9:20 Uhr
| Platz | Staffel             | Besetzung                                                                        | Zeit (s) |
| ----- | ------------------- | -------------------------------------------------------------------------------- | -------- |
| 1     | Kanada              | Carlton Chambers (Vorlauf/Halbfinale) Glenroy Gilbert Bruny Surin Donovan Bailey | 38,68    |
| 2     | Deutschland         | Michael Huke Marc Blume Andreas Ruth (Vorlauf) Florian Schwarthoff               | 38,77    |
| 3     | Sierra Leone        | Pierre Lisk Tom Ganda Josephus Thomas Sanusi Turay                               | 38,98    |
| 4     | St. Kitts und Nevis | Ricardo Liddie Bertram Haynes Kim Collins Alain Maxime Isiah                     | 40,12    |
| 5     | Äquatorialguinea    | Ponciano Mbomio Casimiro Asumu Nze Bonifacio Edu Gustavo Envela                  | 45,63    |
| DNF   | Papua-Neuguinea     | Allan Akia Peter Pulu Amos Ali Subul Babo                                        |          |
| DSQ   | Japan               | Hiroyasu Tsuchie Kōji Itō Satoru Inoue Nobuharu Asahara                          |          |
| DNS   | Neuseeland          | Chris Donaldson Mark Keddell Gus Nketia Matthew Coad                             |          |

### Vorlauf 3
9:25 Uhr
| Platz | Staffel        | Besetzung                                                                   | Zeit (s) |
| ----- | -------------- | --------------------------------------------------------------------------- | -------- |
| 1     | USA            | Jon Drummond Tim Harden Tim Montgomery (Vorlauf/Halbfinale) Dennis Mitchell | 38,58    |
| 2     | Schweden       | Peter Karlsson Torbjörn Eriksson (Vorlauf) Lars Hedner Patrik Strenius      | 39,02    |
| 3     | Bahamas        | Renward Wells Joseph Styles Iram Lewis Andrew Tynes                         | 39,38    |
| 4     | Thailand       | Sayan Namwong Worasit Vechaphut Kongdech Natanee Ekkachai Janthana          | 39,80    |
| 5     | Fidschi        | Solomone Bole Jone Delai Henry Semiti Soloveni Nakaunicina                  | 40,23    |
| DNF   | Großbritannien | Tony Jarrett Darren Braithwaite Darren Campbell Owusu Dako                  |          |
| DNS   | Katar          |                                                                             |          |

### Vorlauf 4
9:30 Uhr
| Platz | Staffel        | Besetzung                                                        | Zeit (s) |
| ----- | -------------- | ---------------------------------------------------------------- | -------- |
| 1     | Jamaika        | Percival Spencer Michael Green Leon Gordon Raymond Stewart       | 39,21    |
| 2     | Spanien        | Frutos Feo Venancio José Jordi Mayoral Francisco Navarro         | 39,35    |
| 3     | Elfenbeinküste | Frank Waota Ahmed Douhou Éric Pacôme N’Dri Ibrahim Méité         | 39,43    |
| 4     | Togo           | Teko Folligan Boeviyoulou Lawson Justin Ayassou Kossi Akoto      | 39,56    |
| 5     | Gabun          | Patrick Mocci-Raoumbé Antoine Boussombo Charles Tayot Éric Ebang | 39,97    |
| 6     | Benin          | Arcadius Fanou Pascal Dangbo Issa Alassane Ousseni Eric Agueh    | 40,79    |
| 7     | Gambia         | Momodou Sarr Dawda Jallow Cherno Sowe Pa Modou Gai               | 41,80    |
| DNF   | Italien        | Giovanni Puggioni Ezio Madonia Angelo Cipolloni Sandro Floris    |          |

### Vorlauf 5
9:35 Uhr
| Platz | Staffel                  | Besetzung                                                                       | Zeit (s) |
| ----- | ------------------------ | ------------------------------------------------------------------------------- | -------- |
| 1     | Australien               | Paul Henderson Tim Jackson Steve Brimacombe Rodney Mapstone                     | 38,93    |
| 2     | Frankreich               | Hermann Lomba Regis Groisard Pascal Théophile Needy Guims                       | 39,00    |
| 3     | Kuba                     | Joel Isasi Joel Lamela Iván García (Vorlauf/Halbfinale) Luis Alberto Pérez      | 39,14    |
| 4     | Österreich               | Martin Schützenauer Martin Lachkovics Thomas Griesser Christoph Pöstinger       | 39,80    |
| 5     | Zypern                   | Loucas Spyrou Anninos Markoullidis Prodromos Katsantonis Yiannis Zisimides      | 40,06    |
| 6     | Liberia                  | Kouty Mawenh Sayon Cooper Edward Dosa-Wea Neufville Robert Dennis               | 40,18    |
| 7     | Britische Jungferninseln | Ralston Varlack Keita Cline Willis Todman Mario Todman                          | 41,26    |
| DSQ   | Griechenland             | Alexandros Genovelis Thomas Sbokos Georgios Panagiotopoulos Alexios Alexopoulos |          |

## Halbfinale
2. August 1996
Aus den beiden Halbfinals qualifizierten sich die jeweils ersten vier Staffeln für das Finale (hellblau unterlegt).

### Lauf 1
19:35 Uhr
| Platz | Staffel        | Besetzung                                                                        | Zeit (s) |
| ----- | -------------- | -------------------------------------------------------------------------------- | -------- |
| 1     | Kanada         | Carlton Chambers (Vorlauf/Halbfinale) Glenroy Gilbert Bruny Surin Donovan Bailey | 38,36    |
| 2     | Brasilien      | Arnaldo da Silva Robson da Silva Édson Ribeiro André da Silva                    | 38,42    |
| 3     | Ukraine        | Kostjantyn Rurak Sergey Osovic Oleg Kramarenko Wladyslaw Dolohodin               | 38,56    |
| 4     | Ghana          | Aziz Zakari Eric Nkansah (Halbfinale) Albert Agyemang Emmanuel Tuffour           | 38,62    |
| 5     | Sierra Leone   | Pierre Lisk Tom Ganda Josephus Thomas Sanusi Turay                               | 38,91    |
| 6     | Spanien        | Frutos Feo Venancio José Jordi Mayoral Francisco Navarro                         | 38,91    |
| 7     | Elfenbeinküste | Frank Waota Ahmed Douhou Éric Pacôme N’Dri Ibrahim Méité                         | 39,43    |
| DNF   | Deutschland    | Michael Huke Marc Blume Holger Blume (Halbfinale) Florian Schwarthoff            |          |

Folgende Besetzungsänderungen wurden vorgenommen.
- Ghana – Eric Nkansah lief für Christian Nsiah
- Deutschland – Holger Blume ersetzte Andreas Ruth

### Lauf 2
19:40 Uhr
| Platz | Staffel    | Besetzung                                                                   | Zeit (s) |
| ----- | ---------- | --------------------------------------------------------------------------- | -------- |
| 1     | USA        | Jon Drummond Tim Harden Tim Montgomery (Vorlauf/Halbfinale) Dennis Mitchell | 37,96    |
| 2     | Kuba       | Joel Isasi Joel Lamela Iván García (Vorlauf/Halbfinale) Luis Alberto Pérez  | 38,55    |
| 3     | Schweden   | Peter Karlsson Torbjörn Mårtensson (Halbfinale) Lars Hedner Patrik Strenius | 38,63    |
| 4     | Frankreich | Hermann Lomba Regis Groisard Pascal Théophile Needy Guims                   | 38,82    |
| DNF   | Nigeria    | Deji Aliu Osmond Ezinwa Francis Obikwelu Davidson Ezinwa                    |          |
| DSQ   | Australien | Paul Henderson Tim Jackson Steve Brimacombe Rodney Mapstone                 |          |
| DSQ   | Bahamas    | Renward Wells Joseph Styles Iram Lewis Andrew Tynes                         |          |
| DSQ   | Jamaika    | Leon Gordon Michael Green Percival Spencer Raymond Stewart                  |          |

Folgende Besetzungsänderung wurde vorgenommen:
Bei Schweden lief Torbjörn Martensson für Torbjörn Eriksson.

## Finale
3. August 1996, 19:20 Uhr
| Platz | Staffel    | Besetzung | Zeit (s) | Anmerkung                      |
| ----- | ---------- | --- | -------- | ------------------------------ |
| 1     | Kanada     | Robert Esmie (Finale) Glenroy Gilbert Bruny Surin Donovan Bailey im Vorlauf/Halbfinale außerdem: Carlton Chambers | 37,69    |                                |
| 2     | USA        | Jon Drummond Tim Harden Michael Marsh (Finale) Dennis Mitchell im Vorlauf/Halbfinale außerdem: Tim Montgomery     | 38,05    |                                |
| 3     | Brasilien  | Arnaldo da Silva Robson da Silva Édson Ribeiro André da Silva                                                     | 38,41    |                                |
| 4     | Ukraine    | Kostjantyn Rurak Sergey Osovic Oleg Kramarenko Wladyslaw Dolohodin                                                | 38,55    |                                |
| 5     | Schweden   | Peter Karlsson Torbjörn Mårtensson Lars Hedner Patrik Strenius                                                    | 38,67    |                                |
| 6     | Kuba       | Andrés Simón (Finale) Joel Lamela Joel Isasi Luis Alberto Pérez im Vorlauf/Halbfinale außerdem: Iván García       | 39,39    |                                |
| DNF   | Frankreich | Hermann Lomba Regis Groisard Pascal Théophile Needy Guims                                                         |          |                                |
| DSQ   | Ghana      | Aziz Zakari Christian Nsiah Albert Agyemang Emmanuel Tuffour                                                      |          | Disqualifikation vor dem Start |

Favorit war das US-amerikanische Team, das als Olympiasieger von 1992 und Weltrekordinhaber antrat. Als ihr stärkster Gegner startete die kanadische Weltmeisterstaffel von 1995, die als Schlussläufer den 100-Meter-Sieger Donovan Bailey aufgeboten hatte. Im Rennen um die weiteren Medaillen waren die Chancen auf eine Reihe von Nationen verteilt, da waren Vorhersagen schwierig.
In der US-Mannschaft kam es zu einer Diskussion um einen möglichen Start von Carl Lewis, der in Atlanta den Weitsprungwettbewerb gewonnen hatte und nun neunfacher Olympiasieger war. Mit einem Start in der Staffel und einer möglichen Goldmedaille dort hätte Lewis mit zehn Olympiasiegen der erfolgreichste Leichtathlet der olympischen Geschichte werden können. Doch er hatte sich bei den US-Olympiaausscheidungen nicht für den 100-Meter-Lauf qualifizieren können und auch nicht am obligatorischen Trainingslager der Staffel teilgenommen. Nach seinem Weitsprungsieg hatte er sich selber als Staffelläufer ins Gespräch gebracht, wurde aber dennoch nicht aufgestellt.
Insgesamt gab es im Finale drei Besetzungsänderungen gegenüber dem Halbfinale:
- Kanada – Robert Esmie lief anstelle von Carlton Chambers
- USA – Michael Marsh ersetzte Tim Montgomery
- Kuba – Andrés Simón lief für Iván García.

Die ghanaische Mannschaft wurde unmittelbar vor dem Start des Finallaufs disqualifiziert, weil einer ihrer Läufer – Christian Nsiah – in der ersten Runde, nicht jedoch im Halbfinale teilgenommen hatte. Die Athleten aus Ghana hatten sich bereits warmgelaufen und auf ihre Positionen am Start und an den Wechseln begeben, als das Schiedsgericht ihnen die rote Karte zeigte. Sie mussten ihre Plätze räumen und durften nicht an den Start gehen. Die zugrunde liegende Regel wurde 2007 aufgehoben.
Im Finale präsentierte sich die kanadische Staffel von Anfang an hervorragend. Nach dem zweiten Wechsel war schon ein deutlicher Vorsprung sichtbar. Schlussläufer Bailey übernahm den Staffelstab mit einem Vorsprung von zwei Metern auf den US-Läufer Dennis Mitchell. Der Kanadier baute den Vorsprung auf der Zielgeraden auf vier Meter aus, das bedeutete Gold für Kanada und Silber für die USA. Die Bronzemedaille gewann Brasilien vor der Ukraine, Schweden und Kuba. Das französische Team hatte das Rennen zwischenzeitlich aufgegeben.
Die kanadische Staffel wurde erstmals Olympiasieger in dieser Disziplin.
Brasilien gewann die erste Medaille in der 4-mal-100-Meter-Staffel.

## Videolinks
- Men's 4x100m Relay Final Atlanta Olympics 03-08-1996, youtube.com, abgerufen am 5. Januar 2022
- Men's 4x100m Relay Final Atlanta Olympics 1996, youtube.com, abgerufen am 2. März 2018